# Sphaeria fragariae
Sphaeria fragariae är en svampart som beskrevs av Schwein. 1832. Sphaeria fragariae ingår i släktet Sphaeria och familjen kolkärnsvampar.   Inga underarter finns listade i Catalogue of Life.